# Старовецький Мирон Михайлович
Старовецький Мирон Михайлович (1936–1997) — український педагог по класу труби.

## Біографія
Закінчивши з відзнакою Львівське музичне училище, а відтак консерваторію ім. Лисенка у 1963 році, Мирон Старовецький був направлений на роботу у Тернопільське музичне училище ім. С. Крушельницької. Тут впродовж 35-ти років він працював викладачем по класу труби. Створив естрадний духовий колектив «Оркестра волі».
За період творчої діяльності талановитий педагог підготував понад 100 музикантів, які сьогодні гідно репрезентують виконавську школу свого Вчителя. Серед них — заслужений артист України, професор Львівської музичної академії Роман Наконечний; заслужений артист України, доцент Донецької музичної академії Володимир Подольчук; доцент Одеської музичної академії ім. Нежданової Ігор Борух; доцент Уральської консерваторії ім. Мусорського Натан Бірман та інші. Педагогічний досвід Мирона Старовецького продовжують його учні, нині викладачі Тернопільського музичного училища ім. С. Крушельницької заслужений працівник культури України Богдан Процак та Богдан Жеграй. Десятки його вихованців працюють у школах естетичного виховання, артистами професійних оркестрів в Україні, а також у США, Канаді, Ізраїлі, Франції.
З метою увічнення пам'яті Мирона Старовецького, який віддав на вівтар музичної культури своє серце і талант, вдячні учні започаткували у 1999 році конкурс молодих трубачів, надавши йому ім'я свого незабутнього Вчителя. Спочатку конкурс мав статус всеукраїнського, а згодом став міжнародним. У 2006 році міжнародний конкурс проводиться вдруге, а через два роки у 2008 — втретє. Четвертий міжнародний конкурс ім. М. Старовецького відбувся в листопаді 2010 р.

## Джерело
- Про конкурс молодих трубачів